# All I Need (singel av Radiohead)
"All I Need" är en låt av det brittiska bandet Radiohead, utgiven på albumet In Rainbows 2007. Den släpptes som singel den 5 januari 2009.

## Medverkande
- Thom Yorke - sång, piano, keyboardbas
- Jonny Greenwood - keyboard, klockspel, viola, stråkarrangemang
- Colin Greenwood - elbas
- Ed O'Brien - autoharpa, gitarreffekter
- Philip Selway - trummor